# Lịch Armenia
Lịch Armenia là loại lịch truyền thống của Armenia. Nó là một kiểu dương lịch dựa trên mô hình lịch Ai Cập cổ đại, có số ngày không đổi là 365 mà không có bất kỳ quy tắc năm nhuận nào. Kết quả là, sự tương ứng giữa nó và lịch Gregory bị thay đổi chậm theo thời gian. Một vài nguồn tham khảo cho rằng tháng đầu tiên của năm, Nawasardi, tương ứng với sự khởi đầu của mùa xuân ở Bắc bán cầu, nhưng điều này chỉ đúng cho giai đoạn từ thế kỷ 9 tới thế kỷ 12. Năm mới Armenia thứ 1458 (trong năm 2008 theo lịch Gregory) rơi vào ngày 26 tháng 7 lúc 1:52 AM theo giờ chuẩn Đông Âu.
Mỗi năm trong lịch Armenia bao gồm 12 tháng, mỗi tháng 30 ngày, cộng với 5 ngày dư (epagomenê) không thuộc vào tháng nào. Các ngày của mỗi tháng nói chung được đặt tên gọi chứ không đánh số thứ tự.
Các năm được viết bằng các chữ cái trong bảng chữ cái Armenia ԹՎ t'v, một kiểu viết tắt cho t'vin "trong năm", tiếp theo là 1 tới 4 chữ cái của bảng chữ cái Armenia, mỗi chữ đại diện cho một con số Armenia. Ví dụ, "trong năm 1455" sẽ được viết như sau ԹՎ ՌՆԾԵ.
Các tên gọi cho tháng trong lịch Armenia chỉ ra ảnh hưởng của lịch Zoroaster, và, như Antoine Meillet nhận xét, ảnh hưởng Kartvelia (Nam Kavkaz) trong 2 trường hợp. Tồn tại các hệ thống khác nhau để chuyển tự các tên gọi; các dạng dưới đây lấy theo Calendrical Calculations: The Millennium Edition của Dershowitz và Reingold.
1. Nawasardi (tiếng Avesta *nava sarəδa "năm mới")
2. Hor̄i (từ tiếng Gruzia ori "hai")
3. Sahmi (từ tiếng Gruzia sami "ba")
4. Trē (Zoroaster Tïr)
5. K'ałoch ("tháng thu hoạch"; Zoroaster Amerōdat̰)
6. Arach`
7. Mehekani (từ tiếng Iran *mihrakāna; Zoroaster Mitrō)
8. Areg ("tháng mặt trời"; Zoroaster Āvān)
9. Ahekani (Zoroaster Ātarō)
10. Mareri (có lẽ từ tiếng Avesta maiδyaīrya "giữa năm"; Zoroaster Dīn)
11. Margach (Zoroaster Vohūman)
12. Hrotich (từ chữ Pahlavi *fravartakān "những ngày dư thừa"; Zoroaster Spendarmat̰)
Trong lịch Armenia, người ta dùng các tên gọi cho các ngày của tháng thay vì đánh số chúng, một sự khác lạ cũng thấy trong lịch Avesta. Ảnh hưởng Zoroaster được ghi nhận trong ít nhất là 5 tên gọi. Các tên gọi là:
1. Areg "mặt trời"
2. Hrand
3. Aram
4. Margar "nhà tiên tri"
5. Ahrank' "bán cháy"
6. Mazdeł
7. Astłik "Kim tinh"
8. Mihr (Mithra)
9. Jopaber
10. Murç "thắng lợi"
11. Erezhan "ẩn dật"
12. Ani
13. Parxar
14. Vanat
15. Aramazd (Ahura Mazda)
16. Mani "khởi đầu"
17. Asak "không có khởi đầu"
18. Masis (Đỉnh Ararat)
19. Anahit (Anahita)
20. Aragac
21. Gorgor
22. Kordi (một khu vực thuộc Armenia cổ đại, được coi là quê hương của người Kurd.)
23. Cmak "gió đông"
24. Lusnak "bán nguyệt"
25. C̣rōn "tán sắc"
26. Npat (Apam Napat)
27. Vahagn (Zoroaster Vahrām, tên gọi của ngày thứ 20)
28. Sēin "núi"
29. Varag
30. Gišeravar "ngôi sao chiều".

Năm ngày dư thừa được gọi là Aveleac̣ "thừa, không cần thiết".
Trước khi vay mượn lịch Ai Cập, người Armenia cổ đại có loại âm lịch dựa trên tháng âm lịch 28 ngày.